# Swantopolk II.

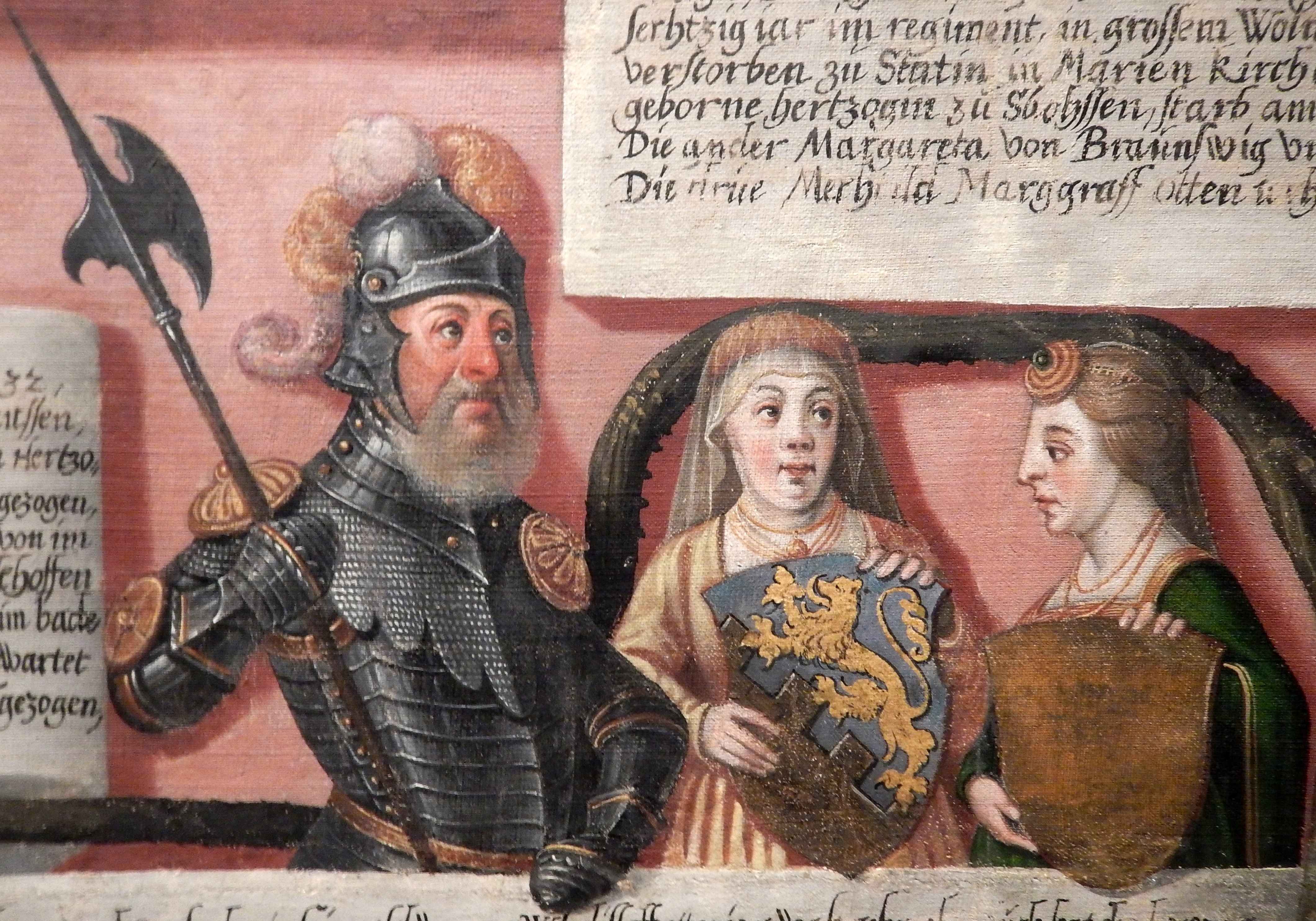
Swantopolk II. mit seinen beiden Gemahlinnen, aus dem Stammbaum der Greifen von Cornelius Krommeny, 1598.

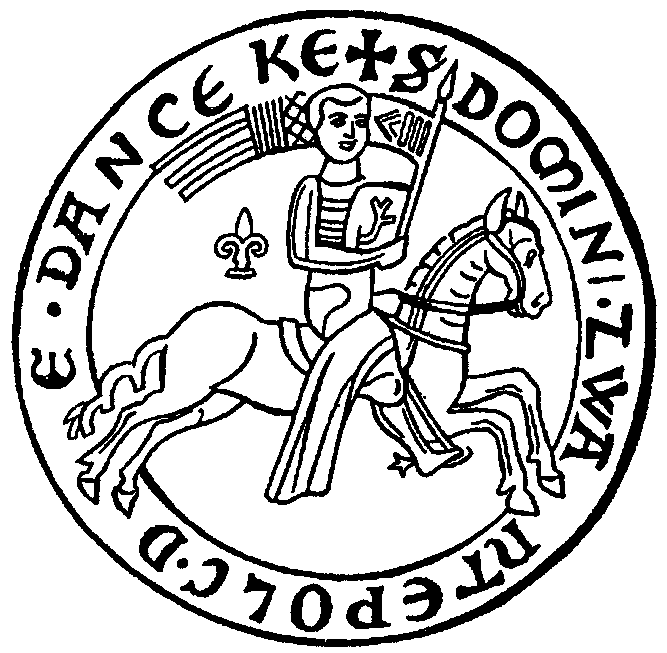
S(igillium) Domini Zwantepolc de Danceke, Siegel 1228

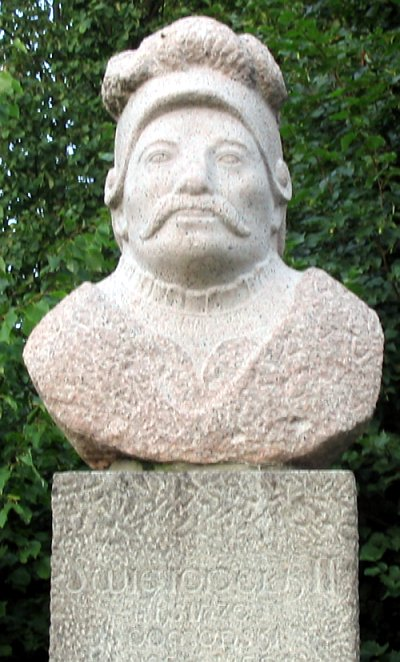
Ein für Herzog Swantopolk von Pommerellen errichtetes Monument im Park von Oliva

Swantopolk der Große, stehend in Kleidung/Rüstung des 15. bis 16. Jahrhunderts, Kupferstich von 1749 in Anwandlung eines Epitaphs im Kloster Oliva

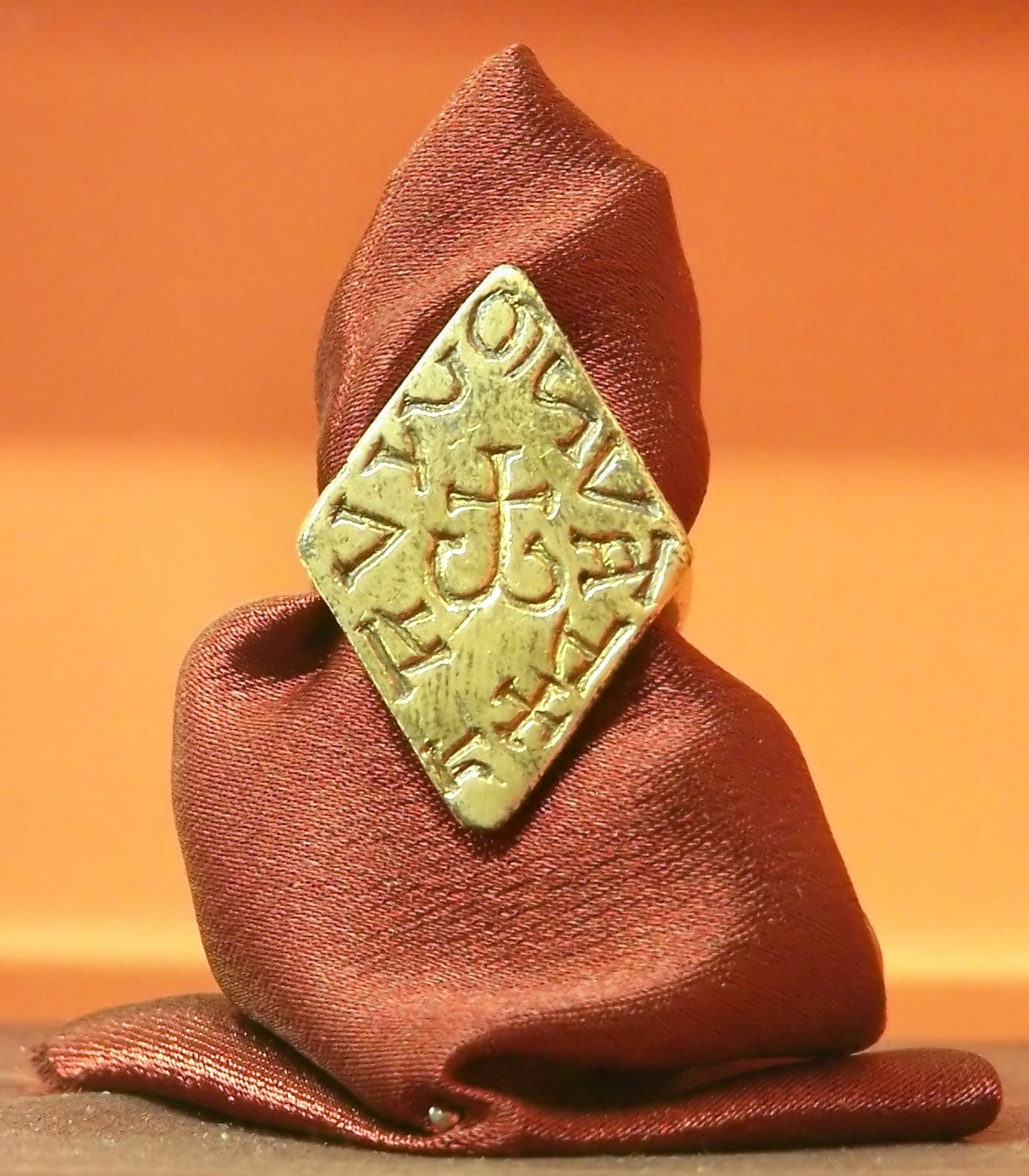
Siegelring Swantopolks II.

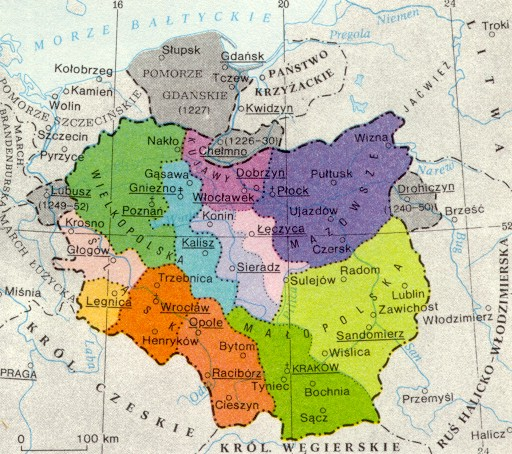
Der polnische Reichsverband (Seniorat Polen) mit seinen Herzogtümern um 1250, Beschriftungen auf Polnisch. Grau die bis 1252 ausgeschiedenen Gebiete: im Westen Land Lebus (‚Lubusz‘, 1248 an die Mark Brandenburg, Keimzelle der späteren Neumark), im Norden das Danziger Pommern (‚Pomorze Gdańskie‘) des Herzogs Swantopolk II., südöstlich davon das Kulmer Land (‚Chełmno‘, 1230 an den Deutschordensstaat (‚Państwo Krzyżackie‘)), im Osten das Land von Drohiczyn (an das Fürstentum Halytsch-Wolhynien)

Swantopolk II. oder Swantopolk  der Große (auch Suantipolk, Zwantepolc de Danceke, Swantepolk, Svatopluk, Swietopelk, Swatopolk, polnisch Świętopełk II Wielki; * um 1195; † 10. Januar 1266) war ein Herzog von Pommerellen. Er entstammte der Dynastie der Samboriden.

## Leben und politischer Werdegang
Swantopolk II. war der Sohn von Herzog Mestwin I. aus der ehelichen Verbindung mit der Zwinisława. Nach dem Tode seines Vaters wurde das Herrschaftsgebiet unter seinen Söhnen zunächst aufgeteilt. Swantopolk erhielt das nördliche Pommerellen mit der Burg Danzig, Wartisław das Gebiet um Schwetz, Sambor II. das Gebiet um Dirschau und Ratibor Burg und Bezirk von Belgard. Mestwin hatte bestimmt, dass Swantopolk als der Älteste zwanzig Jahre lang die Vormundschaft über seine Brüder ausüben sollte. Das tat er aber nur zwölf Jahre lang. Differenzen zwischen den Brüdern führten zu einem jahrelangen Bruderkrieg.
Als Swantopolk II. 1220 an die Regierung kam, stand sein Herrschaftsbereich Pommerellen unter polnischer Lehnshoheit. 1221 eroberte Waldemar II. von Dänemark Danzig, sodass Swantopolk nun ihm unterstand. Die Vormachtstellung Dänemarks endete mit der Schlacht von Bornhöved am 22. Juli 1227. Noch im selben Jahr entledigte er sich auch der Oberhoheit Polens. Wegen seiner Weigerung, Tribut zu zahlen, vor den polnischen Reichstag geladen, überfiel er die Versammlung mit einem Heer. Bei dem Kampf fand der polnische Seniorherzog Leszek der Weiße den Tod.

### Erwerb des Stolper- und Schlawerlandes
Nach der Schlacht von Bornhöved erweiterte Swantopolk II. seinen Besitzstand außerdem um die bis dahin zum Pommern der Greifen gehörigen Länder Stolp und Schlawe beträchtlich.

### Innerpolnische Parteinahme
Im selben Jahr unterstützte er seinen Schwager Władysław Odonic, in dessen Streit mit Władysław III. Dünnbein um die Vorherrschaft im Herzogtum Großpolen. Sie überfielen die in Gąsawa (einer Ortschaft im heutigen Powiat Żnin) zu einem Wiec (deutsch: Wetsche)  versammelten polnischen Herzöge, Ritter und Bischöfe. Leszek, der amtierende Princeps und Senior von Polen, fand dabei den Tod, angeblich durch einen von Swantopolk initiierten Mordanschlag. Władysław III. Dünnbein jedoch war noch nicht am Ort der Versammlung eingetroffen, entging dadurch dem Anschlag der beiden und übernahm das Seniorat, das er vor Leszek schon einmal innehatte.
Der Zusammenhalt der von Polen dominierten Herzogtümer wurde durch den Anschlag auf den Wiec weiter geschwächt. Kirchlich war das ostpommersche Herzogtum weiter an das polnische Bistum in Włocławek als Teil des Erzbistums Gnesen angegliedert.

### Ausbau staatlicher Strukturen
Swantopolk und sein Bruder Sambor führten seit 1227 den Titel „Dux Pomeranorum“, den ihr Vater nur kurzzeitig 1212 nach seinem Sieg über die Dänen geführt hatte. Swantopolk baute ein eigenes Verwaltungssystem auf. Die lateinische Inschrift seines Siegels von 1228 bedeutet „S(iegel) des Herren Swantopolk von Danzig“.

### Kämpfe gegen die Prußen
1224 fielen die heidnisch-baltischen Prußen (oft fälschlich Pruzzen) in sein Gebiet ein und zerstörten die Klöster Oliva und Zuckau. Swantopolk verbündete sich daraufhin mit dem Deutschen Orden, der 1231 im Kulmer Land auf dem rechten Weichselufer die Burg Thorn erbaut hatte, und führte mit den Ordensrittern Krieg gegen die Prußen. Swantopolk besaß die Burgen Zantir (im Knie zwischen der Weichsel und der Nogat), Sartowitz und Schwetz am Weichselufer. Im Winter 1233/1234 führte er mit seinem Bruder Sambor gemeinsam mit vielen anderen polnischen Fürsten und mit dem Deutschen Ritterorden einem Kriegszug gegen die Prußen durch. In der Winterschlacht bei Christburg hatten Swantopolk und Sambor maßgeblich zum Siege beigetragen, weil sie „Erfahrung im Kampf mit den Prußen hatten“, wie der Ordenschronist Peter von Dusburg schreibt.

### Gebietsänderungen
Im Jahre 1236 tauschte Swantopolk mit dem Orden seine Besitzungen im Gebiet von Kulm gegen einen Teil des Ermlandes am Frischen Haff. 1237 eroberte er das zu Großpolen gehörende Nakel.

### Bruderkrieg und im Krieg gegen den Deutschen Ritterorden
Die Expansionspolitik Swantopolks, der als oberster Landesherr alle festen Plätze in Pommerellen zur besseren Landesverteidigung für sich beanspruchte, machte auch vor seinen Brüdern nicht Halt. 1236 bis 1238 kam es zum Bruderkrieg. Swantopolk eroberte 1238 Belgard, den Sitz seines Bruders Ratibor, verbrannte die Burg und fügte das eroberte Gebiet seiner Herrschaft hinzu. Er hielt Ratibor eine Zeit lang gefangen, während Sambor, der mit Unterstützung des Ordens südlich von Dirschau die Burg Gerdin gebaut hatte, bereits 1236 seinen Machtbereich verlor und bei den Deutschrittern Schutz und Asyl fand. Erst 1248 versöhnte sich Swantopolk mit seinen Brüdern.
Im Jahre 1242 kam es unter Swantopolks Mitwirkung oder Führung zum ersten großen Prußenaufstand gegen den Orden. Der Ordenschronist Peter von Dusburg berichtet im dritten Teil seiner „Chronica Terre Prussie“ von den schweren und wechselvollen Kämpfen, die der Orden im Bund mit polnischen Herzögen aus Großpolen, Kujawien und Masowien von 1242 bis 1253 gegen Swantopolk geführt hat. Am 28. August 1243 schloss der Orden mit Herzog Kasimir von Kujawien und Swantopolks Brüdern Sambor und Ratibor ein Bündnis gegen ihn und seine prußischen Verbündeten. Der päpstliche Nuntius und Archidiakon, Jakob von Lüttich, vermittelte einen Vorfrieden, der am 24. November 1248 zwischen dem Herzog und dem Orden und am 7. Februar 1249 im Friedenstraktat zu Christburg zwischen dem Orden und den Prußen geschlossen wurde. Nochmals einsetzende Feindseligkeiten 1252 wurden durch den Vertrag vom 30. Juli 1253 endgültig beigelegt. Swantopolk trat alle prußischen Gebiete mit der Burg Zantir an den Orden ab, behielt aber das Weichseldelta. Die Grenze des Herzogtums verlief an der Weichsel und Nogat in der Mitte der Flüsse. Swantopolk trat auch das eroberte Nakel an das Herzogtum Großpolen und die Kastellanei Wyszogród, das heutige Fordon auf dem linken Weichselufer bei Bromberg, an Kujawien ab. Innenpolitisch jedoch stärkte er seine Position und bewahrte die Zusammenhalt und Handlungsfähigkeit des ostpommerschen Herzogtums einschließlich Schlawe und Stolp.

### Landesausbau und Gründung der Stadt Danzig
Im Inneren stärkte Swantopolk seinen Herrschaftsbereich durch Förderung der Wirtschaft, indem er durch Zölle auf den Handel seine Einkommensbasis stärkte. Außerdem förderte er die Ordensgemeinschaften durch den Bau zweier Zisterzienserklöster, in Zarnowitz und in Buckow und eines Dominikanerordens in Danzig. Am 22. Januar 1227 übergab er den Dominikanern die zur deutschen Kolonie gehörende Nikolaikirche mit dem umliegenden Grund. In der Schenkungsurkunde tritt als Zeuge ein „Schulze Andreas“ auf. Das wird, neben anderen Indizien, von einem Teil der Forscher als Beweis dafür angesehen, dass es zu diesem Zeitpunkt schon eine sich selbst verwaltende deutsche Gemeinde neben der alten slawischen Grodstadt gab. Andere Forscher setzen die Gründung der nach dem Lübischen Recht relokalisierten Stadt später an, spätestens für 1263 ließen sich die Bürger auf Veranlassung Swantopolks eine Abschrift des Lübecker Rechts schicken. Eine Stadtgründungsurkunde ist jedoch nicht erhalten. Das „moderne“ Danzig entstand auf dem breiten Sandrücken, der sich von Neugarten bis an die Mottlau erstreckt, zunächst auf dem oberen Langen Markt. Der 4. August ist der Tag des Heiligen Dominikus. Seit dem 5. August 1260, also seit den Tagen Swantopolks, werden alljährlich um diese Zeit der „Dominik“, ein Jahrmarkt und vierzehntägiges Volksfest gefeiert.

### Klostergründungen
Im Jahr 1228 stiftete er das schwarze Dominikaner-Mönchskloster zu Danzig.
Im Jahr 1248 gründete er das Benediktinerkloster Buckow, eine Filiale des Klosters Dargun.

### Tod und Nachfolge
Swantopolk starb am 10. Januar 1266. Es fand eine prunkvolle Zeremonie statt, wie es in den Olivaer Tafeln aufgezeichnet ist. Von der Burg wurde der Leichnam in die Katharinenkirche getragen. Dort wurde eine Totenmesse gehalten. Dann wurde der Leichnam in der Nikolaikapelle zu den Dominikaner Brüdern überführt, die ebenfalls eine Messe zelebrierten. Anschließend wurde der Leichnam „zu den Bürgern“ geführt, in deren Kirche der Priesterorden nochmals eine Messe las. Es heißt, dass bei dieser Totenfeier alles Volk, Kaschuben, Polen und Deutsche, Junge und Alte, weinte und heulte. Den Leichnam trugen Vertreter der edelsten Geschlechter der Kaschuben. Swantopolk wurde in der Klosterkirche in Oliva beigesetzt.
Bereits im Laufe seiner langen Herrschaft hatte Swantopolk seine Söhne an der Herrschaft teilnehmen lassen. Er übertrug seinem Sohn Mestwin II., dem Ältesten, das Gebiet um Schwetz, Wartisław II., dem Jüngsten, Danzig. Das führte zu einem Bruderkrieg nach Swantopolks Tod, in dessen Verlauf Mestwin II. Danzig 1271 einnahm. Wartisław II. floh nach Kujawien, wo er bald um 1271 verstarb.

## Ehen und Nachkommen
Swantopolk war mehrmals verheiratet. In erster Ehe mit Euphrosyne (Eufrozyna; † 1230), Tochter von Odon, Herzog in Großpolen. In zweiter Ehe ab etwa 1230 mit Ermengard (Ermengardis; † nach 1270), Tochter von Heinrich, Graf von Schwerin.
Aus seinen Ehen gingen mehrere Kinder hervor:
- Mestwin II. (ca. 1220–1294), Herzog in und von Pommerellen;
- Euphemia (ca. 1225–1270), als Gattin von Fürst Jaromar II. durch Heirat Fürstin von Rügen;
- Jan (ca. 1230–1248), starb in jungen Jahren;
- Wartisław (ca. 1237–1271), Herzog in Pommerellen;